# Antverpy (provincie)
Provincie Antverpy (nizozemsky Antwerpen, francouzsky Anvers, německy Antorf) je nejsevernější provincie Belgie.
Nachází se ve Vlámském regionu a sousedí od severu po směru hodinových ručiček postupně s Nizozemskem a s belgickými provinciemi Limburk, Vlámský Brabant a Východní Flandry.
Rozloha provincie činí 2867 km² a její povrch je nížinatý – nejvyšší bod je kopec Beerzelberg s nadmořskou výškou 55 m.
Hlavní řeky jsou Šelda, Rupel, Grote Nete a Kleine Nete.
S téměř 1,7 miliony obyvatel je provincie Antverpy nejlidnatější ze všech belgických provincií. Hustota zalidnění činí 589 obyv./km².

## Administrativní uspořádání
Provincie Antverpy se dělí na 3 okresy (nizozemsky arrondissementen) a 70 obcí. Hlavním městem jsou Antverpy.
| Arrondissement              | Arrondissement Antverpy | Arrondissement Mechelen | Arrondissement Turnhout |
| Poloha                      | Umístění Arrondissementu Antverpy | Umístění Arrondissementu Mechelen | Umístění Arrondissementu Turnhout |
| Počet obyvatel (1. 1. 2006) | 954 680 | 314 243 | 419 570 |
| Rozloha (km²)               | 1000,31 | 510,23 | 1356,86 |
| Obce                        | - Aartselaar - Antverpy - Boechout - Boom - Borsbeek - Brasschaat - Brecht - Edegem - Essen - Hemiksem - Hove - Kalmthout - Kapellen - Kontich - Lint - Malle - Mortsel - Niel - Ranst - Rumst - Schelle - Schilde - Schoten - Stabroek - Wijnegem - Wommelgem - Wuustwezel - Zandhoven - Zoersel - Zwijndrecht | - Berlaar - Bonheiden - Bornem - Duffel - Heist-op-den-Berg - Lier - Mechelen - Nijlen - Putte - Puurs - Sint-Amands - Sint-Katelijne-Waver - Willebroek | - Arendonk - Baarle-Hertog - Balen - Beerse - Dessel - Geel - Grobbendonk - Herentals - Herenthout - Herselt - Hoogstraten - Hulshout - Kasterlee - Laakdal - Lille - Meerhout - Merksplas - Mol - Olen - Oud-Turnhout - Ravels - Retie - Rijkevorsel - Turnhout - Vorselaar - Vosselaar - Westerlo |